# Mester de Clerecia
Mester de Clerecia és la literatura medieval castellana composta per clergues, és a dir, homes instruïts i no necessàriament sacerdots (podien ser nobles, com Pedro López de Ayala, jueus, com Sem Tob, o musulmans, com l'anònim autor del Poema de Yusuf, que posseïen uns coneixements superiors als del trivium o trivials, l'ensenyament elemental de l'època. Aquests clergues havien cursat en canvi els alts estudis de llavors, l'educació superior derivada del quadrivium, d'on ve l'expressió quaderna via, que va servir per a denominar la seva estrofa característica, el tetrastrof monorrim.

## Els tres mesters
Mester ve del llatí ministerium, (ofici); l'edat mitjana, rigurosament jerarquitzada en tres estaments o estats, plebe, clero i noblesa, es va veure representada en l'àmbit literari per tres mesters que emanaven d'aquests sectors de la societat, laboratores o treballadors, serfs i vassalls del senyor, oratores o clergues i defensors o militars.
El mester de joglaria era el més popular, encara que no tant que els seus autors no haguessin rebut una formació bastant superior a la normal: la veritable literatura tradicional del poble analfabet era llavors oral i principalment lírica, mentre que els joglars divulgaven poemes narratius compostos per gent lletrada, veritables autors de cançons de gesta, destinant aquest producte a un públic molt variat i poc escollit en les places dels pobles o dels castells, amb un estil de vers anisosil·làbic (de síl·labes desiguals) de rima asonant, amb habitual esticomítia i una retòrica senzilla, de forma semirrepresentada.
El mester de clerecia es va engendrar pel contrari en àmbits escolàstics i religiosos més cultes i utilitzava un vocabulari ampli, ple de cultismes i colors retòrics, estrofisme i no tirades de versos, vers isosil·làbic i regular i una rima més exigent, la consonant, amb temes no guerrers sinó religiosos i morals i una consciència clara de voler fer "una altra cosa" que els joglars.
El mester de cortesia, menys articulat que els altres, va néixer, en canvi, en la Cort, en les cancelleries règies, i va utilitzar sempre la forma de la prosa per a àmbits legals i cortesans, amb la intenció educativa de formar nobles i polítics que poguessin prosperar en les difícils condicions de la regirada Edat Mitjana espanyola; a aquesta intenció responen les nombroses compilacions de contes, les obres històriques i els diversos escrits de Don Juan Manuel.
El mester de clerecia, no obstant això, és una denominació que posseeix dos sentits, un restringit i més homogeni i un altre ampli més heterogeni. En sentit restringit, assenyala només a un grup d'obres de característiques molt definides que segueixen el deixant del Llibre d'Aleixandre: el Llibre d'Apolonio i les hagiografies de Gonzalo de Berceo, solament. En sentit més batego, ha de veure amb totes les derivacions ulteriors que van adaptar aquest model a altres condicions socials i mentalitats: el Libro de Buen Amor, el Rimado de Palacio, el Poema de Fernán González, els Proverbios morales, el Poema de Yusuf, etcètera. Aquesta segona agrupació és més extensa i heterogènia.

## Cronologia
El mester de clerecia és propi dels segles xiii i xiv, encara que en el segle xv encara apareixen obres epigonals inspirades en aquesta escola. Les primeres produccions d'aquest moviment van ser el Llibre d'Apolonio i el Llibre d'Alexandre, en què la seva segona estrofa es fa explícit el manifest d'aquesta nova escola poètica:
Mester traigo fermoso non es de juglaría
mester se sin pecado, ca es de clerecía,
fablar curso rimado por la cuaderna vía
a sílabas cunctadas, ca es grant maestría
Gonzalo de Berceo, principal autor d'aquesta escola, va seguir principalment el model proposat per l'obra mestra del gènere, el Llibre d'Aleixandre, que fins i tot va poder compondre ell mateix o un tal Juan Lorenzo d'Astorga. Es va educar en els estudis generals (antecedent de les modernes universitats) de Palència, on va adquirir una sòlida cultura. No va ser frare, com se sol creure, sinó clergue i notari eclesiàstic dels monestirs de Santo Domingo de Silos i San Millán de la Cogolla, i va compondre els seus poemes hagiogràfics amb la intenció, més pràctica que piadosa, de fomentar les peregrinacions a les relíquies que es veneraven en ambdós llocs. Els autors de la quaderna via (quadrivium) van voler desmarcar-se de la mètrica irregular del mester de joglaria, però van recórrer de vegades als seus recursos d'estil per a poder ser entesos, ja que l'elevada matèria que tractaven els exigia civilitzar el llenguatge i introduir nombrosos cultismes enrarint la llengua popular. El mester de clerecia és, doncs, una de les tres grans escoles literàries d'entre els segles xiii i xiv, a més del mester de joglaria i el mester de cortesia. Una evolució ulterior del mester de clerecia en el segle xiv va procurar renovar alguna cosa la monòtona estrofa de la quaderna via amb ocasionals versos de setze síl·labes i hemistiquis de vuit, o intercalant altres composicions fonamentalment en zéjel, o fent rimes internes en els hemistiquis, com va fer Sem Tob; per una altra part, va afegir temes profans als religiosos i morals, va utilitzar una major individualitat artística i algunes fonts pròpies i biogràfiques i va afegir crítica social conseqüència de les tensions que estaven dissolent l'Edat Mitjana i que provenien en última instància del desenvolupament de la burgesia (sàtires contra el poder igualitari dels diners que permet trencar les barreres entre estaments (Juan Ruiz), o contra els mercaders que enganyen per a enriquir-se (Però López de Ayala), etcètera). Finalment en el segle xv es generalitza la quaderna via de versos de setze síl·labes, s'abandonen les innovacions métriques i es torna als temes morals i religiosos de la primera època.

## Característiques
Són obres elaborades per homes instruïts i clergues que utilitzen colors de la retòrica i un vocabulari amb freqüents cultismes (paraules extretes directament del llatí sense canvi).
- Tracten temes religiosos i historiográfics amb fi moralitzador, presos d'altres fonts (obres llatí-medievals gairebé sempre).
- Es creen per a entretenir (delectare) i ensenyar (docere) a la gent (vegeu estrofa 3 del Llibre d'Alexandre) i impulsar-la (movere) a la virtut i a la pietat.
- Estan escrites en vers regular, preferentment alexandrí o de catorze síl·labes dividit en dos hemistiquis isométrics de set síl·labes cadascun i separats per una pausa forta o cesura, al contrari que el mester de joglaria, que utilitza versos irregulars i anisosil·làbics i hemistiquis heteromètrics.
- Utilitzen la rima més difícil i exigent, la consonant, enfront del mester de joglaria, que utilitza la rima asonant, i el mester de cortesia, que utilitza preferentment la prosa.
- Usen com esquema métric preferent el tetràstrof monorrim, i ja en el segle xiv altres metres per a donar varietat a la monotonia estròfica, principalment zèjels o variants de la quaderna via, com en el cas de Sem Tob.

## Propòsits
Divulgar la cultura entre la gent que no sap llegir.

## Evolució
L'evolució temàtica i formal del mester de clerecia reflecteix l'evolució de la societat del seu temps: d'un seguiment estricte, traducció o amplificació de les fonts, monometria i temes 	predominantment religiosos i morals al segle xiii, es passa a una creació més original i lliure, a la polimetria i a l'obertura als temes profans al segle xiv (bon exemple n'és l'Arxipreste de Hita). Posteriorment, en el segle xv, després de la Pesta negra, el Cisma d'Occident i el naixement de la Devotio moderna, es torna a una religiositat lúgubre i a la monometria, però ara en quadernes vies amb versos de setze síl·labes (ja usades en la centúria anterior).

## Obres en quaderna via
- Llibre d'Apolonio
- Llibre d'Alexandre, atribuït a Juan Lorenzo de Astorga o a Gonzalo de Berceo.
- Poema de Fernán González, refundició en quaderna via d'una cançó de gesta.
- Càstigs i exemples de Cató
- Poema de Yuçuf
- Cobles de Yoçef
- Proverbis morals de don Sem Tob (o Santob)
- Vida de San Ildefons
- Lliuro de la misèria de omne
- Proverbis del rei Salomó
- Rimado de Palau de Però López de Ayala, canceller de Castella i historiador.
- Obres de Gonzalo de Berceo: Milagros de Nuestra Señora, Vida de San Millán, Vida de Santa Oria, Vida de Santo Domingo de Silos, Martirio de San Lorenzo, Signos que aparescerán antes del Juicio, Loores de Nuestra Señora, Del sacrificio de la Misa, Duelo que fizo la Virgen María.
- Llibre de bon amor de Juan Ruiz.

## Obres en altres metres
Per una altra part, existeix un cert nombre d'obres que no utilitzen la quaderna via i poden considerar-se també dintre del mester: Razón d'amor con los denuestos del agua y el vino, Ai Jherusalem!, Vida de Santa Maria Egipcíaca, Elena y María, Libre dels tres Reis d'Orient i la Història troyana polimétrica entre d'altres.

## Obres fragmentàries
Només s'han conservat fragments de diverses obres: un Cantar del rei don Alonso, sobre el rei savi i els seus conflictes amb Sancho IV, uns himnes a l'Ofici de la Passió, unes Hores de l'Esperit Sant, uns Gojos de la Verge i una Oració a Santa Magdalena, dels segles XIII o XIV.

## Obres perdudes
S'ha perdut un cert nombre d'obres que poden classificar-se dintre de l'escola; així, per exemple, una continuació de la vida d'Alexandre el Gran titulada Els vots del Pavón, que va conèixer i va llegir don Íñigo López de Mendoza i el rastre del qual es perd en les seves mans; una Vida de Sant Toribio de Liébana, de la qual només podem imaginar-nos com era per algunes de les seves escenes que pel que sembla estan representades en els capitels del absis central de l'església del dit monestir, així com per distintes vides que han quedat del sant en prosa; i una Vida de Sant Diumenge de Guzmán. Més dubtosa és l'existència d'una Translació dels màrtirs d'Arlanza per Gonzalo de Berceo.